# La Chapelle-en-Juger
Pour les articles homonymes, voir La Chapelle.
La Chapelle-Enjuger redirige ici.
La Chapelle-en-Juger (également graphié La Chapelle-Enjuger), est une ancienne commune française, située dans le département de la Manche en région Normandie, devenue le 1er janvier 2016 une commune déléguée au sein de la commune nouvelle de Thèreval.
Elle est peuplée de 650 habitants.

## Géographie
Couvrant 1 500 hectares, le territoire de La Chapelle-en-Juger était le plus étendu du canton de Marigny.
| Le Mesnil-Eury                            | Les Champs-de-Losque (comm. nouv. de Remilly Les Marais), Le Hommet-d'Arthenay (comm. nouv. de Pont-Hébert) | Amigny, Pont-Hébert (comm. nouv. de Pont-Hébert, par un angle) |
| Montreuil-sur-Lozon                       | La Chapelle-en-Juger                                                                                        | Hébécrevon (comm. nouv. de Thèreval)                           |
| Marigny (comm. nouv. de Marigny-Le-Lozon) | Le Mesnil-Amey                                                                                              | Hébécrevon (comm. nouv. de Thèreval)                           |

## Toponymie
La graphie officielle actuelle en-Juger est contredite par les formes anciennes : Capella Engelgeri en 1250, la Chapelle Enjugier dans le cartulaire de Saint-Lô, La Chapelle Enjuger sur la carte de Cassini, etc. ainsi que par les différents actes notariés du début du XXe siècle des familles locales. L'usage local généralise la graphie Enjuger.
Le second terme de ce nom de lieu est emprunté à Engelger de Bohon, mentionné à l'époque médiévale (1172) : ecclesia de Capella quam idem Engelgerus de Bohum prioratu suo..de Bohun dederat, membre d'une puissante famille normande qui a fait également souche en Grande-Bretagne. Son prénom Engelger est d'origine germanique Ingelgerus.
Le gentilé est Chapelais.

## Histoire
Au XIIe siècle, Engelger de Bohon épouse Adelise et s'installe à La Chapelle et lui donne son nom.
En 1670, Colbert encourage les savants à découvrir les richesses du sol du royaume. Un chimiste réputé de Rouen, Jean Charles de Marsigny, entreprend d'étudier les terrains de la généralité de Caen. Il examine à La Chapelle-Enjuger, au lieu-dit le Mesnildot, un gisement de cinabre, minerai d'où s'extrait le vif-argent, c'est-à-dire du mercure. Il en informe Colbert qui donne le 2 septembre 1670 instruction à l'intendant de la généralité de Caen, Guy Chamillart, de se rendre sur place, d'enquêter et de lui présenter ses conclusions. Il reçoit quinze jours plus tard une boîte de vif-argent et un morceau de cinabre qu'il fait distiller devant lui et qui donne les deux tiers de son poids en mercure. Le ministre consulte des savants qui examinent le mémoire de Chamillart et concluent à l'intérêt du gisement. Colbert ordonne que des travaux soient aussitôt menés pour connaître l'importance du filon et s'assurer « si cette recherche pourra être utile au service du roi ». François Gires, sieur de Launey, se présentant comme seigneur de ces terres, vient réclamer ses droits. Colbert hésite à se lancer dans un procès qui pourrait être long et préfère indemniser ledit sieur. Marsigny achète les terres. Par la suite, l'intendant voudra dépouiller ce dernier mais Colbert, toujours soucieux d'encourager les entrepreneurs, intervint pour que le chimiste resta maître de l'affaire. Le gisement, le seul de France à l'époque pour ce minerai, ne sera véritablement exploité que plus tard au XVIIIe siècle et pour une courte période, de 1730 à 1749.

### L'opération Cobra
En juillet 1944, pendant la bataille de Normandie, la commune se trouva au centre du corridor de bombardement de l'opération Cobra. Depuis plusieurs semaines, les Alliés piétinaient face aux Allemands dans le bocage normand. Décidée pour le 20 juillet, puis repoussée de cinq jours pour cause de mauvais temps, le commandement allié décida de créer une brèche dans la ligne de front allemand au sud de la route Périers-Saint-Lô en appliquant la technique du tapis de bombes (Carpet bombing). Le 25 juillet, à 9 h 40, 2 500 bombardiers lourds et moyens et chasseurs-bombardiers larguent 4 000 tonnes de bombes sur un étroit quadrilatère de moins de 10 km de long, pulvérisant la Panzer Lehr du général Fritz Bayerlein dont 70 % des hommes seront tués, blessés ou fortement commotionnés et la plupart des chars détruits et rendant le paysage lunaire. Le village de La Chapelle-Enjuger est presque entièrement détruit. L'après-midi, les 9e et 30e divisions américaines attaquent la zone et se heurtent malgré tout à une forte résistance de groupes allemands isolés. Mais dès le lendemain, les troupes américaines percent le front allemand avec l'engagement par le général Collins de ses blindés entre Marigny et Saint-Gilles et les jours suivants les Américains s'engouffrent dans la brèche, libérant Coutances le 28 juillet, Granville et Avranches le 31 juillet.

### Fusion
Le 1er janvier 2016, La Chapelle-en-Juger intègre avec Hébécrevon la commune de Thèreval créée sous le régime juridique des communes nouvelles instauré par la loi no 2010-1563 du 16 décembre 2010 de réforme des collectivités territoriales. Les communes de La Chapelle-en-Juger et Hébécrevon deviennent des communes déléguées et Hébécrevon est le chef-lieu de la commune nouvelle.

## Politique et administration
| Période                                  | Période       | Identité                     | Étiquette | Qualité           |
| ---------------------------------------- | ------------- | ---------------------------- | --------- | ----------------- |
| 1793                                     | 1800          | Charles Dumont               |           |                   |
| 1800                                     | 1800          | Jean Girard                  |           |                   |
| 1800                                     | 1816          | Robert Beaugendre            |           |                   |
| 1816                                     | 1824          | Charles Lechartier           |           |                   |
| 1824                                     | 1830          | Paul Bernardin de Beaugendre |           |                   |
| 1830                                     | 1849          | Jacque Doublet-les-Poteries  |           |                   |
| 1849                                     | 1878          | Jean Dudouyt                 |           |                   |
| 1878                                     | 1887          | Louis Dumont                 |           |                   |
| 1925                                     | 1947          | Gabriel de Carville          |           |                   |
| 1947                                     | 1950          | Gustave Lescot               |           |                   |
| 1950                                     | 1977          | Gabriel de Carville          |           |                   |
| 1977                                     | 1995          | Francis Fontaine             |           | Agriculteur       |
| 1995                                     | mars 2001     | Gérard Sophie                |           | Agriculteur       |
| mars 2001                                | décembre 2015 | Nelly Villedieu              | SE        | Retraitée (poste) |
| Les données manquantes sont à compléter. |               |                              |           |                   |

Le conseil municipal était composé de quinze membres dont le maire et trois adjoints. Ces conseillers intègrent au complet le conseil municipal de Thèreval le 1er janvier 2016 jusqu'en 2020 et Nelly Villedieu devient maire délégué.

## Démographie
En 2021, la commune comptait 650 habitants. Depuis 2004, les enquêtes de recensement dans les communes de moins de 10 000 habitants ont lieu tous les cinq ans (en 2007, 2012, 2017, etc. pour La Chapelle-en-Juger) et les chiffres de population municipale légale des autres années sont des estimations.
La Chapelle-en-Juger a compté jusqu'à 1 049 habitants en 1841.
| 1793 | 1800 | 1806 | 1821 | 1831  | 1836  | 1841  | 1846  | 1851  |
| ---- | ---- | ---- | ---- | ----- | ----- | ----- | ----- | ----- |
| 931  | 874  | 975  | 979  | 1 004 | 1 011 | 1 049 | 1 026 | 1 042 |

| 1856  | 1861  | 1866 | 1872 | 1876 | 1881 | 1886 | 1891 | 1896 |
| ----- | ----- | ---- | ---- | ---- | ---- | ---- | ---- | ---- |
| 1 032 | 1 014 | 986  | 975  | 905  | 828  | 854  | 824  | 791  |

| 1901 | 1906 | 1911 | 1921 | 1926 | 1931 | 1936 | 1946 | 1954 |
| ---- | ---- | ---- | ---- | ---- | ---- | ---- | ---- | ---- |
| 705  | 701  | 702  | 605  | 621  | 593  | 631  | 509  | 602  |

| 1962 | 1968 | 1975 | 1982 | 1990 | 1999 | 2006 | 2011 | 2016 |
| ---- | ---- | ---- | ---- | ---- | ---- | ---- | ---- | ---- |
| 576  | 514  | 490  | 445  | 592  | 625  | 657  | 654  | 659  |

| 2019 | - | - | - | - | - | - | - | - |
| ---- | - | - | - | - | - | - | - | - |
| 656  | - | - | - | - | - | - | - | - |

## Économie
La commune se situe dans la zone géographique des appellations d'origine protégée (AOP) Beurre d'Isigny et Crème d'Isigny.
Aux XVIIIe et XIXe siècles, on y exploita des mines de mercure.

## Lieux et monuments
- Église Saint-Pierre (XIIIe – XIXe siècles), détruite pendant l'opération Cobra et reconstruite de 1957 à 1959 par l'architecte Jacques Prioleau avec son clocher et portail d'origine. Elle est labellisé patrimoine du XXe siècle en 2003. Elle abrite un christ en croix (XXe) de Philippe Kaeppelin classé au titre objet aux monuments historiques[17], une verrière (XXe) de Jacques Le Chevallier.
- Château du Bas Marais, du XVIIIe siècle.
- Château de la Mietterie (XVIe – XIXe siècles).
- Le Mesnildot (début XVIe, fin XIXe siècle), avec une tourelle Louis XII.
- Le Manoir (XVIIe – XIXe siècles), avec cheminée Renaissance.
- Cimetière militaire allemand de Marigny avec ses 11 000 tombes.
- Monument commémoratif de la percée américaine du 25 juillet 1944, l'opération Cobra.

## Personnalités liées à la commune
- Luc Dagobert de Fontenille (1736, château de la Grande Communière, La Chapelle-en-Juger - 1794, Puy-Cerda), général en chef de l'armée des Pyrénées-Orientales lors de la Révolution française.
- Honorine Aimée Doublet, mère de l'artiste peintre Marie Lucas-Robiquet, est née à La Chapelle-en-Juger.
- André Feuillet (1909 à La Chapelle-en-Juger-1998), prêtre catholique.